# Marc Goos
Marc Goos es un ciclista neerlandés nacido el 30 de noviembre de 1990 en Breda. Pertenece a la formación Development Team Sunweb.

## Biografía
En su primera temporada con el equipo Cyclingteam Jo Piels, ganó el Tour de Berlín y el Tour de Mainfranken. Sus buenos resultados le permitieron unirse en 2011 al equipo Rabobank Continental Team, filial del equipo ProTour Rabobank. Para el 2013 fichó por el equipo Blanco Pro Cycling nuevo nombre del Rabobank.

## Palmarés
2010
- Tour de Berlín, más 1 etapa
- Tour de Mainfranken, más 1 etapa

2011
- Vuelta a León, más 1 etapa

## Resultados en Grandes Vueltas y Campeonatos del Mundo
Durante su carrera deportiva ha conseguido los siguientes puestos en las Grandes Vueltas y en los Campeonatos del Mundo en carretera:
| Carrera         | 2010 | 2011 | 2012 | 2013 | 2014 | 2015 | 2016 |
| --------------- | ---- | ---- | ---- | ---- | ---- | ---- | ---- |
| Giro de Italia  | -    | -    | -    | -    | 35º  | -    | -    |
| Tour de Francia | -    | -    | -    | -    | -    | -    | -    |
| Vuelta a España | -    | -    | -    | -    | -    | -    | -    |
| Mundial en Ruta | -    | -    | -    | -    | -    | -    | -    |

-: no participa

Ab.: abandono

## Equipos
- Cyclingteam Jo Piels (2010)
- Rabobank Continental Team (2011-2012)
- Blanco/Belkin/Lotto NL (2013-08.2016)
  - Blanco Pro Cycling (2013)[1]
  - Belkin-Pro Cycling Team (2013-2014)
  - Team Lotto NL-Jumbo (2015-08.2016)
- Development Team Sunweb (2017)